# Бурхан Нізам-шах II
Бурхан Нізам-шах II (помер 1595) — султан Ахмеднагарського султанату. Упродовж всього періоду його правління у державі тривала громадянська війна.

## Життєпис
Син Хусейна Нізам-шаха I та Хунзи Хуманюни (прапрапраонуки бея Джаханшаха). Про молоді роки обмаль відомостей. 1588 року при сходженні його небожа Хусейна Нізам-шаха II на трон разом з синами Ісмаїлом та Ібрагімом було запроторено до фортеці Лохгарх. Звільнено з неї 1589 року після смерті султана. Але владу отримав його син Ісмаїл.
1590 року погиркався з фактичним правителем Джамал-ханом, після чого втік до двору могольського падишаха Акбара, від якого отримав військову допомогу. 1591 року в битві біля Роханхеду завдав поразки Джамал-хану, який загинув. за цим повалив сина Ісмаїла, захопивши трон. Невдовзі визнав номінальну зверхність Імперії Великих Моголів, чим закладено основу подальшим загрозам.
Більше уваги приділяв гарему та пиятиці, передавши управління своїм сановникам з кола деканської знаті. Значного впливу набула його сестра Чанд Біб, яка повернулася з Біджапурського султанату.
1593 року почав облогу португальської фортеці Корла в Реваданді, яку було захоплено 1594 року. На її місці зведено укріплення відоме як Морро. 1595 Бурхан Нізам-шах II під впливом сестри в союзі з Голкондським султанатом виступив проти ахмеднагарського султана Ібрагіма Аділ-шаха II, але в битві біля Шахбурги союзники зазнали тяжкої поразки. Помер невдовзі від алкоголізму (за іншими відомостями внаслідок поранення). Трон перейшов до його сина Ібрагіма.